# Elliott Smith (álbum)
Elliott Smith es el segundo álbum de estudio del compositor estadounidense Elliott Smith. Fue grabado desde fines de 1994 hasta principios de 1995, y lanzado el 21 de julio de 1995, por Kill Rock Stars, siendo su primer álbum con la discográfica. Antes del álbum se lanzó el sencillo "Needle in the Hay", en enero de 1995.

## Lista de canciones
Todas las canciones escritas y compuestas por Elliott Smith. 
| N.º | Título                          | Duración |  |
| 1.  | «Needle in the Hay»             | 4:16     |  |
| 2.  | «Christian Brothers»            | 4:30     |  |
| 3.  | «Clementine»                    | 2:46     |  |
| 4.  | «Southern Belle»                | 3:06     |  |
| 5.  | «Single File»                   | 2:26     |  |
| 6.  | «Coming Up Roses»               | 3:10     |  |
| 7.  | «Satellite»                     | 2:25     |  |
| 8.  | «Alphabet Town»                 | 4:11     |  |
| 9.  | «St. Ides Heaven»               | 3:00     |  |
| 10. | «Good to Go»                    | 2:24     |  |
| 11. | «The White Lady Loves You More» | 2:24     |  |
| 12. | «The Biggest Lie»               | 2:39     |  |

- Datos: Q644116